# Karolina Neuvirthová
Karolina Neuvirthová, rodným jménem Gudasová (* 12. srpna 1992 Mnichov) je česká zpěvačka, muzikálová herečka a tanečnice, držitelka ceny Thalie pro rok 2015 za mimořádný jevištní výkon v oboru muzikál za Wendlu Bergmanovou v inscenaci Probuzení Jara.
Je dcerou bývalého českého hokejového obránce Lea Gudase. V mládí chtěla být krasobruslařkou, ale pak se dala na zpěv a divadlo; studuje muzikálové herectví na konzervatoři Jaroslava Ježka
Působí jako sólistka v Semaforu, v Divadle Broadway a v Divadle Josefa Kajetána Tyla. V březnu 2016 obdržela Cenu Thálie v kategorii opereta a muzikál za roli Wendly Bergmanové v muzikálu Probuzení jara (Spring Awakening) plzeňského Divadla J. K. Tyla.
Jejím partnerem je od roku 2016 hokejový brankář Michal Neuvirth.

## Životopis
Karolina Gudasová se narodila 12.8.1992 v německém Mnichově, kde její otec hrál hokej za Hedos München. Protože vyrůstala u ledu, věnovala se od malička krasobruslení. Od pěti let také hrála na klavír a hraje dodnes. 
Po návratu do Čech do Berouna v jedenácti letech vyměnila krasobruslařské boty za piškoty a začala se věnovat tanci. Stala se členkou taneční skupiny R.A.K. Beroun v kategorii Show dance formace, se kterou se zúčastnila několika mistrovství republiky, mistrovství Evropy a mistrovství světa v osmi tanečních sezónách.
Během studia na víceletém gymnáziu v Berouně objevila profesorka hudební výchovy v Karolíně její hudební a pěvecký talent. Díky tomu začala studovat zpěv nejprve v ZUŠ V.Talicha a poté u Lídy Nopové a následně u profesora Rybičky.
Na jaře roku 2010 zkusila své štěstí na konkurzu do divadla Semafor do hry Mam'zelle Nitouche a uspěla.
V roce 2011 získala roli v jazzovém muzikálu Hodiny jdou pozpátku, úspěšně odmaturovala na gymnáziu a rozhodla se pro studium umělecké školy.
Byla přijata na Konzervatoř Jaroslava Ježka na obor muzikál, kde studuje zpěv u profesorky Lenky Paulikové. Paralelně byla posluchačkou vysoké školy, kterou studovala formou dálkového studia. Studium nedokončila a naplno se začala věnovat muzikálovému herectví.
V roce 2012 získala svou první příležitost v Company v muzikálu Nine v divadle J.K.Tyla v Plzni. Brzy na to jí čekaly další v muzikálech Footloose, Producenti.
Velké role přišly v muzikálu Kočky a Hello Dolly.
První hlavní rolí byla Wendla v Probuzení Jara, Reno Sweeney v Děj se co děj, a Bonnie v Bonnie a Clyde.
V Semaforu dál pokračovala hrou Laura a Oliver, kde hráli jen tři herci- Jitka Molavcová, Jiří Suchý a Karolina Gudasová. Dále pak byla obsazena do her: Kam se poděla Valerie, Levandule, Opera Betlém, Tiše a Ochotně, Kytice, Prsten pana Nibelunga, Nejveselejší tragédie v Česku. Posledním počinem je zatím Čochtanův divotvorný hrnec v režii Jiřího Menzela.
V roce 2015 úspěšně vkročila na divadelní prkna v pražském divadle Broadway v muzikálu Mýdlový princ, kde hraje roli Marči Šafaříkové.
V lednu roku 2015 také vydala svůj první singl s videoklipem "Černá i bílá", je autorkou hudby i textů. V říjnu 2015 se objevil další videoklip "Nehledej", oba videoklipy sama produkovala.

## Role v muzikálech

### Divadlo J. K. Tyla v Plzni
- 2013 – NINE (company)
- 2014 – Cats (role Bomba-balerina)
- 2014 – Producenti (company)
- 2015 – Anything goes / Děj se co děj (hlavní role Reno Swenney)
- 2015 – Probuzení jara (hl.role Wendla)
- 2015 – Hello Dolly (Irene Molloy)

### Divadlo Semafor
- 2010 – Mamzelle Nitouche
- 2011 – Hodiny jdou pozpátku (Sára)
- 2012 – Kam se poděla Valerie? (Stela)
- 2012 – Laura a Oliver: Reality show (Xandra)
- 2012 – Levandule (Kiki)
- 2012 – Vánoční opera Betlém (Anděla)
- 2013 – Kytice (hlavní role)
- 2015 – Čochtanův divotvorný hrnec (Zuzana)
- 2015 – Prsten Pana Nibelunga (Gudrun)
- 2015 – Nejveselejší tragédie v Čechách

### Divadlo Hybernia
- 2016 – Mefisto (Markétka)

### Divadlo Broadway
- 2015 – Mýdlový princ (Marča Šafaříková)